# Предменструальное дисфорическое расстройство
Предменструа́льное дисфори́ческое расстро́йство (англ. premenstrual dysphoric disorder, PMDD) — тяжёлая форма предменструального синдрома. Характеризуется аффективными, когнитивными и соматическими симптомами, начинающимися за несколько дней до начала менструаций, быстро уменьшающимися в течение нескольких последующих дней и исчезающими через неделю от начала.

## Клиническая картина
Основные клинические проявления расстройства связаны с резким изменением настроения и аффекта за 2–8 дней до начала менструации. В отличие от других вариантов ПМС, при предменструальном дисфорическом расстройстве психопатологическая симптоматика преобладает над соматической.
При предменструальном дисфорическом расстройстве выделяются следующие группы симптомов:
- аффективные: подавленное настроение, раздражительность;
- когнитивные: забывчивость, трудности в концентрации внимания;
- соматические: вялость, переедание, боли в суставах.

По американской психиатрической классификации DSM-5, основными психопатологическими симптомами являются выраженная эмоциональная лабильность, пониженное настроение, ощущение безысходности, самокритичность, тревожность, раздражительность, гнев или обострение межличностных конфликтов. Также может присутствовать субъективное ощущение сложности в концентрации внимания, существенное изменение аппетита, снижение интереса к повседневной активности, утомляемость, гиперсомния или бессонница, ощущение потери контроля над происходящим, а также такие соматические симптомы, как болезненность молочных желёз, вздутие живота, боль в суставах или мышцах.
Согласно МКБ-11, для диагностики предменструального дисфорического расстройства симптомы должны наблюдаться во время менструальных циклов на протяжении всего прошлого года и быть достаточно серьёзными, чтобы вызывать значительный дистресс или выраженное ухудшение личного или социального функционирования.
Лица с предменструальным дисфорическим расстройством имеют более высокий риск суицида. При этом частота суицидальной идеации выше в 2,8 раза, суицидальные планы в — 4,15 раза, попытки суицида — в 3,3 раза.

## Распространённость
Распространённость предменструального дисфорического расстройства варьирует от 1,8 до 5,8 %.

## Классификация
В Международной классификации болезней 11-го пересмотра данное расстройство находится в главе болезней мочеполовой системы (с перекрёстной ссылкой в подгруппе депрессивных расстройств по причине выраженной аффективной симптоматики).

## Риск возникновения и прогноз
К факторам внешней среды, связанным с риском возникновения расстройства, относятся особенности женской гендерной роли в конкретной культуре, стресс, смена сезонов года, пережитые межличностные травмы.

## Связь с беременностью
Предменструальное дисфорическое расстройство — прежде всего расстройство настроения, связанное с началом менструации. Во время беременности, менопаузы или после гистерэктомии прекращается менструальный цикл, а вместе с ним симптомы расстройства.
Крупное исследование женщин с подтверждённым диагнозом данного расстройства не выявило более высокую распространённость постнатальной депрессии, чем в контрольной группе. Однако симптомы предменструального дисфорического расстройства могут обостриться после беременности, родов или выкидыша.

## Дифференциальный диагноз
Предменструальное дисфорическое расстройство отличается от дисменореи наличием перепадов настроения. Помимо этого, симптомы предменструального дисфорического расстройства возникают до начала менструации, а дисменореи — с её началом.
Биполярное расстройство, большое депрессивное расстройство и дистимия отличаются отсутствуем предменструального паттерна.
При предменструальном дисфорическом расстройстве чаще встречаются коморбидные биполярные и тревожные расстройства. У лиц с данным расстройством в течение жизни наблюдается 40 % случаев других психических расстройств, например генерализованное тревожное расстройство, сезонное аффективное расстройство и большое депрессивное расстройство.

## Терапия
Расстройство является сложным для диагностики и плохо поддаётся терапии.
Часто проводится лечение антидепрессантами, в частности селективными ингибиторами обратного захвата серотонина (СИОЗС), а также пероральными противозачаточными препаратами и агонистами гонадотропин-рилизинг гормона для подавления овуляции. Препаратами первой линии являются СИОЗС. При необходимости контрацепции или тяжёлой форме предменструального дисфорического расстройства, резистентной к антидепрессантам, применяется терапия комбинированными оральными контрацептивами. Американское управление по санитарному надзору за качеством пищевых продуктов и медикаментов (FDA) одобрило применение антидепрессанта сертралина, флуоксетина, пароксетина и эсциталопрама для терапии предменструального дисфорического расстройства. Из противозачаточных средств FDA одобрены дроспиренон и этинилэстрадиол.
Самой крайней мерой является хирургическое вмешательство: оофорэктомия и гистерэктомия, вызывающие хирургическую менопаузу.

## Критика
Высказываются опасения, что диагноз предменструального дисфорического расстройства может в ряде случаев ошибочно ставиться женщинам с менее тяжёлыми предменструальными симптомами. Вскоре после начала выпуска первого в США препарата для лечения предменструального дисфорического расстройства (Sarafem, то есть флуоксетина) FDA отметило, что телевизионная реклама этого препарата нарушила законодательство США, поскольку не смогла чётко разграничить предменструальное дисфорическое расстройство и предменструальный синдром.
В статье, опубликованной в PLOS Medicine в 2006 году (автор статьи — Барбара Минцес), говорилось, что предменструальное дисфорическое расстройство является «сомнительным диагнозом».